# Gospino polje sporthall
Gospino polje sporthall (kroatiska: Športska dvorana Gospino polje) är en sporthall i Dubrovnik i Kroatien. Den invigdes år 1981 och är belägen på gatuadressen Lienchensteinov put 10. Sporthallen utnyttjas av olika lokala idrottsföreningar och högstadieskolor som saknar lokaler för sportutövning. Den är främst anpassad för utövning av handboll, volleyboll, dans, fotboll, basket, judo, badminton och friidrott men används stundom för konserter och mässor. Sportobjektets största hall har en kapacitet på 1 800 personer

## Beskrivning
Gospino polje sporthall består av:
- Hall A med en yta på 1 074 kvadratmeter och kapacitet för 1 800 personer.[1]
- Hall B med en yta på 200 kvadratmeter och kapacitet för omkring 100 personer.[1]
- Hall C med en yta på 120 kvadratmeter och kapacitet för omkring 100 personer.[1]

Därtill finns bland annat utställningsytor, kontor och ett kafé.